# Пљевља
Пљевља је град и сједиште истоимене општине у Црној Гори. Према попису из 2023. било је 16.111 становника. Налази на сјеверу земље у центру простране Пљеваљске котлине у подножју брда Голубиња. Лежи на три ријеке: Брезници, Ћехотини и Везишници. Град је центар енергетског потенцијала Црне Горе, важан индустријски, културни и образовни центар.

## Увод
Општина Пљевља је данас најмногољуднија регија у Црној Гори. Њена историја иде уназад до оснивања древног, археолошки дјелимично истраженог pимског насеља у Коминима. Пљевља су град дуге и богате прошлости, мјесто суочавања различитих цивилизација. Од насељавања Словена и Срба међу њима на Балкан 6—8. вијека, регион Пљеваља представља језгро cрпске државне територије. Од времена владавине династије кнеза Властимира до владавине кнеза Часлава. Вијековима, Пљевља су била раскрсница различитих комерцијалних и културних стремљења. Међународни путеви који повезују приморске регионе Дубровника и Котора са источним дијеловима Балкана, прије свега Солуном и Константинопољом пролазила су кроз Пљевља.

## Географски положај
Пљеваљски крај се налази у Старовлашко-рашкој висији. Географски положај ове висије и пљеваљског краја као њеног дијела, мијењао се током историје. Био је врло повољан током средњег вијека, када су овуда водили важни каравански путеви од Јадранског мора ка унутрашњости.
Крај се пружа динарски, а то значи од југоистока ка сјеверозападу, низ слив ријеке Ћехотине, као главне одводнице. Овако испружен а истовремено сужен, он је просто уклијештен између кањона Таре и планинске греде коју чине Ковач, Градина, Црни Врх и подручје Бобова ca планином Лисац, висине између 1400 и 1500 метара. Тако су му главне, дуже границе изванредно јасне: југозападну чини кањон Таре, а сјевероисточну издужена греда планина средње висине.
Југоисточну границу чини планина Стожер (1576 метара) која са својом подгорином представља развође између сливова Ћехотине и Љубовиђе, најдуже и водом најбогатије ријеке Азбуковице. Од Стожера већи дио пљеваљског краја постепено се спушта низ Ћехотину ка Дрини, преко заравни Подгоре и Буковице. О пљеваљском крају у претходно означеним границама до сада није написана цјеловита географска монографија. О појединим природним особеностима пљеваљског краја оставили су значајне научне забиљешке и вриједне податке Јован Цвијић, Михаило Богићевић, Зарија Бешић и Танасије Пејатовић. Кроз град протичу ријеке Ћехотина и Брезница, а у близини је планина Љубишња. Општина Пљевља је трећа по величини у Црној Гори. Пљевља су град са највећом облачношћу у Црној Гори. Око 70% дана у години је без ветра, а око 200 дана је са маглом.

## Пљеваљско језеро
Пљеваљско језеро је водено пространство које је постојало на простору пљеваљске котлине. Настало је у млађем периоду неогена. Продирући у пљеваљску котлину изазвало је крупне промјене у рељефу; испунило је и својим највишим нивоом и досегло до висине 1180 метара. На сјевероистоку је допирало до планинског вијенца Ковач — Чемерно — Црни Врх — Камена Гора, на југоистоку до Стожера, на југозападу до вијенца Љубишња — Обзир — Бунетина — Бурен, а на сјеверозападу до Дрине, па вјероватно и даље. Језеро је имало издужен облик и динарски правац пружања, врло дугачко а прилично уско, са највећом дубином у котлини од 400 метара.

## Рудно благо
По разноврсности овог блага и његовој количини, пљеваљски крај стоји испред свих подручја Црне Горе, и богатим расположивим ресурсима сировинско подручје за развој осталих крајева земље. Под утицајем веома разноликог геолошког састава, као и тектонских покрета, образоване су разноврсне руде и велике наслаге лигнита и лапорца. Досадашњим геолошким истраживањем утврђене су резерве угља, олова и цинка, гвожђа, барита, бакра у мањим налазиштима, лапорца, глине и гипса. Угаљ представља најзначајније природно богатство, као и лапорац — сировина за производњу цемента. На неким мјестима наслаге лапорца достижу дебљину и до 128 метара. За сада су овјерене резерве лапорца 250 милиона тона, а процјењује се да резерве укупно премашују 500 милиона тона. На падинама Ковача, утврђене су извјесне количине руде барит. Према првим процјенама њене резерве износе око 500.000 тона. У атару села Козица пронађена је гвоздена руда, чије резерве износе око 120.000 тона. На простору Варина идентификовано је постојање руде бакра и гвожђа. Важна су лежишта глине, погодне за керамичку и опекарску индустрију, чије резерве само у Маочком пољу износе преко 20 милиона тона.

## Историја

### Стари вијек
Овај предио богат рудама насељавало је илирско племе Пирусти. Значајни илирски тумули из периода гвозденог доба налазе се у Готовуши. Пирусти су били познати као рудари и од Рима су уживали велике повластице, а слободу им је потврдио конзул Луције Анициј.
У доба Рима, на мјесту данашњих Пљеваља се налазило варошко насеље, а у близини и римски муниципијум са одређеном самоуправом. Ово насеље у Коминима, код Пљеваља, до данас непознатог имена, означено је као ’Municipium S’ (Муниципијум С), а резултат је постепеног продирања римске политике и урбанизације из приморја у унутрашњост провинције Далмације те романизације становништва. Претпоставља се да је Муниципијум С, у другом вијеку нове ере имао око 40.000 становника. На натпису у муниципијуму се помиње присуство једне римске легије (Legio I Adriutix). Људи са овог подручја поред бављења рударством, служили су у помоћним војним јединицама и били упућивани ван Далмације, у друге римске провинције. Сачувани су у камену урезани помени на романизиране Илире: војника Аурелија Максима, сина Аурелија Венде, као и на официра (бенефицијар) Публија Елија Фусцина (Publius Aelius Fuscinus). Кроз муниципијум је пролазила значајна римска саобраћајница (пут је водио од Рисна ка Никшићу, према сјеверу, а код Комина, у близини данашњих Пљеваља, рачвао се у два правца, водећи даље, у унутрашњост). Град дефинитивно пропада у шестом вијеку најездом Словена и Авара.

### Средњи вијек
У средњем вијеку, насеље се (по Јеричеку и од XIX вијека формираном мишљењу) звало Брезник, по истоименој ријеци која је кроз њега протицала. Почетком XV вијека јавља се данашње име, које се помиње у дубровачким изворима, 1430. године, а потиче од пљевара на манастирским посједима (в. #Култура и просвјета и Манастир Света Тројица#Историја). Кроз место је пролазио важан трговачки пут, који је повезивао Дубровник са Солуном (преко Скопља) и Цариградом (преко Ниша). Подручје жупе Брезнице, у XI вијеку је у саставу државе Дукље, мада је генерално признавана врховна власт Ромејских царева. Крајем XII вијека подручје данашњих Пљеваља потпада под власт великог жупана Завиде и његовог сина Стефана (Немања) а потом улази у састав Краљевине Србије (Стефан Првовјенчани).

### Tвpђaвa и нахија Кукањ
Нахија Кукањ, чији су Пљевља били центар, основана је непосредно по паду овог дијела старе Херцеговине под османску власт.
У османским изворима први пут се помиње у сумарном попису 1469. године. Џемати Цветка, Брајка, Гојака и Витомира љетовали су у мјестима: Засада, Љубишња, Коњско Поље, Обзир, Љешница и Хранац.
Након коначног пада Српског царства 1371. године Кукањ је посјед моћне породице Косача, у оквиру Краљевине Босне. Њихови ће се средњовјековни посједи по титули херцега Стефана Вукчића Косаче и презимену његових насљедника (Херцеговићи) назвати Херцеговина, односно Стара Херцеговина (југоисточни крајеви ове области у Црној Гори, као и област Милешеве). Године 1448. херцег Стефан своју територију прогласио је Војводством од Светог Саве, у жељи за обнављањем урушене средњовјековне српске државе и очигледним претензијама на српски престо. Херцег Стефан Вукчић Косача је безуспјешно покушавао одбити Турке од својих посједа. Најприје је изгубио своје сјеверне посједе. Наиме, године 1463. код Пљеваља, на ријеци Брезници, изгубио је битку са Османлијама и насеље је пало у турске руке. Херцег се из палог подручја повукао у Нови (Херцег Нови) али су Османлије и овај град заузеле 1483. године.
Из средњовјековног периода, остао је сачуван Манастир Света Тројица и релативно добро очувани остаци Каструма Козник, на око 20 км југоисточно од данашњих Пљеваља.

### У Османској држави
У османским изворима, Пљевља се помињу као пазар (трг) Пљевља, али и као Таслиџа (каменита бања). У XVI вијеку, познати су као караван-сараји, за одмор путника и трговаца. За турске окупације, Пљевља су припадала херцеговачком санџаку (пљеваљски кадилук). Претходно, Пљевља су била сједиште нахије Кукањ, у оквиру Дринског кадилука. Од 1572. године, када је основан нови Пљеваљски кадилук. Пљевља су званично сједиште херцеговачког санџак-бега.
За вријеме турског пописа становништва 1475—1477. године у Пљевљима (Таслиџи) пописано је 110 хришћанских и ниједно муслиманско домаћинство. Тек у попису из 1516. године од 150 домаћинстава, 130 је било хришћанских, а 20 муслиманских. 1570. године пописани су конвертити у првом појасу као: Первана, син Милоша, Илијас, син Бојића, Хурем син Вуканов, Скендер, син Влатка, док је многима уз њихово име писало да су синови Абдулаха (божији робови, заправо нови муслимани). Отац Мухамеда је по муслиманкој верзији био паганин, незнабожац и звао се Абдулах. По тој аналогији и сви нови муслимани су у пописима могли ставити право хришћанско име свога оца или навести да им је отац Абдулах, што није одговарало истини, али је личило на Мухамедову околност. Попис из 1585. године показује 14 муслимана чијим очевима је било име Абдулах, а осморо муслимана су били синови Срба хришћана. Било је и оних који нису крили име оца па су пописани као Шаин, син Николе, Хасан Јованов, Мурат Милошев, Хамза, син Ђурин, Хасан, син Милоша...
По Евлији Челебији, Пљевља су 1682. године имала 700 кућа и 10 махала, пола хришћанских, пола муслиманских. Велика експлозија барута, 1818. године, уништила је сву чаршију. По подацима из 1837. године, Пљевља су бројала 3000 становника. Средином 19. вијека долази до првих организованих отпора Османском царству, у виду четовања, као и појавом хајдука. Истакнуте четовође из Пљеваљског краја били су Ристан Шарац и Мићо Глушчевић, који су организовали отпор, а учесници су битке на Шаранцима 1866. године.
У времену од 1880. до 1912. године, у Превљима се налазио средиште Пљеваљског санџака.
Године 1906. становништво Пљеваљског краја подигло је устанак против завојевача — тзв. Раоничка буна. Наиме, османска цивилна власт је послије двије неродне године повећала порез ’раји’, а било је предвиђено да се порез плати по плугу (раонику); након почетних успјеха устаника, ослобођен је готово читав простор данашњих општина Пљевља и Бијело Поље. Буна је угушена на јесен 1906. године интервенцијом турског гарнизона у Призрену (командант дивизије: Шемси-паша Бишевац), уз учешће артиљерије и подршку аустроугарских трупа. Гушење буне пратиле су велике одмазде, али је мијешањем Србије и Црне Горе — живот дјелимично нормализован.

### Аустроугарска управа
Аустроугарска је на основу одлука Берлинског конгреса имала право да држи гарнизоне у свим већим мјестима у Новопазарском санџаку. Аустроугарска има свој гарнизон у Пљевљима од 1878. до 1908. године. Цивилна власт је припадала Османском царству.

### У Краљевини Црној Гори
Након ослобођења од аустроугарске власти, од 1908. године насеље је поново потпало под Османску власт, у саставу Косовског вилајета. У првом балканском рату, Пљевља су бранили дијелови турског одреда из Сјенице, а ослобођена су од стране војске Краљевине Црне Горе, 27. октобра 1912. године. Јаворска бригада српске војске је мирно ушла у градић 15. маја 1913. године. Дочекала их је испред мјеста делегација највиђенијих грађана муслимана, међу којима је био и православни Србин — Воја Ђенасијевић. Власт је, под одређеним условима, предата команданту јаворске војске — пуковнику Анђелковићу. Пљевља је тада имала 16.000 становника, од којих је половина становника било православно и незнатног броја католичко. Од јавних здања истицало се шест џамија и официрска касина, док су касарне биле изван града.
Лондонским уговором о миру, 30. маја 1913. године, Пљевља су као неодвојив дио Старе Херцеговине припала Краљевини Црној Гори. У Првом свјетском рату, 2. децембра 1915. године, заузела их је аустроугарска 62. дивизија. Том приликом, пљеваљски батаљон са санџачким батаљоном, у саставу црногорске санџачке војске, повукао се на југ, гдје су сачекали непријатеља и у бици код Мојковца (6—7. јануара 1916. године) побједом закратко зауставили напредовање аустроугарске војске.

### Новија историја
Пљевља су ослобођена новембра 1918. године и ушла је у састав Краљевине СХС и Краљевине Југославије. У септембру 1935. отворен је пут Тара—Пљевља, дионица Дурмиторског друма према Никшићу; у исто вријеме је постављен камен-темељац електроцентрале. Електрика је уведена 1936. године, а у то вријеме се постепено замјењивао и стари турски водовод. Град је наводно давао највећи проценат регрута.
Током Другог свјетског рата вођена је пљеваљска битка.
У 2005. години нa сaбору у мaнaстиру Житомислић СПЦ je кaнонизовала  Милорaда Мaцу Вукојичића и Слободaна Шиљка, прaвослaвне свештенике, коje je 1945. осудио и стрeљaо Војни суд комaндe у Бeрaнaмa под оптужбом дa су судeловaли у тeшким злочинимa нaд стaновништвом у Пљeвљимa 1943. и 1944. годинe. Посeбно су били окрутни прeмa супругaмa пaртизaнa. Нa ову црквeну одлуку рeaговале су породице поклaних aли им је одговорeно кaко je то унутрaшњa ствaр СПЦ. Црногорскa тeлeвизиja снимилa je докумeнтaрaц у којем пљeвaљски свeдоци причају о ужaсним Мaциним злочинимa.

## Култура и просвјета
Култура и образовање су се развијали током историје Пљеваља и региона. Први образовни живот почео је при цркви манастира Свете Тројице, као и у муслиманским школама — тзв. руждијама и медресама, те самим џамијама. Манастир Света Тројица је најбогатија ризница културног и духовног живота православних Срба из средњег века до данашњих времена. Школа у манастиру ради непрекидно од 16. вијека. Руждије раде од краја 16. па до краја 18. вијека. Основна школа у Пљевљима почела је да ради 1823. године. Иницијативом митрополита Рашко-призренског Нићифора Перића, у Пљевљима је почетком 20. вијека основан „Фонд Свете Тројице”. Школа у манастиру Довоља радила је од XVIII вијека.
Током 1893, 1894. и 1895. у Пљевљима је дистрибуиран Велики народни Типар (шаљиво-стоког и илустрованог листића за узданицу Србинову). У Београду су га реализовали Пљевљаци браћа Танасије и Ристо Пејатовић и Стеван Самарџић, који су слали бројеве листа у завичај. По њима се данас зову школа и библиотека у Пљевљима. Лист је промовисао српске патриотске вриједности и објављивао хумористичан садржај.
Веома важан датум у историји образовања у Пљевљима и региону је отварање Пљеваљске гимназије, српске гимназије, 17. септембра 1901. године. Први управитељ постао је Танасије Пејатовић (до тада суплент Скопске гимназије) а наставник — Стеван Самарџић (до тада учитељ у Новој Вароши). Упис је трајао до 5. новембра 1901. године. У први мешовити разред гимназије пошло је 44 ученика и 16 ученица; у оквиру гимназије рад је започела чисто женска Радничка школа са 26 девојчица. Од 22. новембра почели су да ступају за катедру и други наставници. Гимназија је, међутим, убрзо потпуно изгорјела 30. октобра 1904. године а са њом и сва њена архива.

## Медији
Пљеваљске новине су имале више локални карактер. Од 1990-их година према садашњости, Пљеваљске новине су уређивачком линијом у кратком времену успјеле да остану једине новине у Црној Гори и региону послије Другог свјетског рата. Модерна дигитална издавачка дјелатност омогућила је пљеваљској читалачкој публици на свим континентима приступ завичајном медију.

## Културно-историјске знаменитости
Најзначајније религијске знаменитости представљају манастир Света Тројица и Хусеин-пашина џамија.

## Демографија
У насељу Пљевља живи 16.059 пунолетних становника, а просјечна старост становништва износи 35,5 година (34,7 код мушкараца и 36,3 код жена). У насељу има 6.493 домаћинства, а просјечан број чланова по домаћинству је 3,29.
Становништво у овом насељу веома је хетерогено, а у посљедња три пописа — примијећен је пораст у броју становника.
|  |

| Демографија | Демографија | Демографија |
| Година      | Становника  | Становника  |
| ----------- | ----------- | ----------- |
|             |             |             |
|             |             |             |
|             |             |             |
|             |             |             |
| 1948.       | 6.101       |             |
| 1953.       | 7.202       |             |
| 1961.       | 10.552      |             |
| 1971.       | 14.511      |             |
| 1981.       | 17.440      |             |
| 1991.       | 20.889      | 20.887      |
| 2003.       | 22.106      | 21.377      |
| 2011.       |             | 19.136      |
| 2023.       |             | 16.111      |

| Етнички састав према попису из 2023.‍ | Етнички састав према попису из 2023.‍ | Етнички састав према попису из 2023.‍ | Етнички састав према попису из 2023.‍ | Етнички састав према попису из 2023.‍ |
| ------------------------------------ | ------------------------------------ | ------------------------------------ | ------------------------------------ | ------------------------------------ |
|                                      |                                      |                                      |                                      |                                      |
| Срби                                 | Срби                                 |                                      | 9.657                                | 59,94%                               |
| Црногорци                            | Црногорци                            |                                      | 3.413                                | 21,18%                               |
| Бошњаци                              | Бошњаци                              |                                      | 1.618                                | 10,04%                               |
| Муслимани                            | Муслимани                            |                                      | 616                                  | 3,82%                                |
| Југословени                          | Југословени                          |                                      | 29                                   | 0,18%                                |
| Македонци                            | Македонци                            |                                      | 11                                   | 0,07%                                |
| остали                               | остали                               |                                      | 242                                  | 1,50%                                |
| неизјашњени                          | неизјашњени                          |                                      | 525                                  | 3,26%                                |

| Етнички састав према попису из 2003.‍ | Етнички састав према попису из 2003.‍ | Етнички састав према попису из 2003.‍ | Етнички састав према попису из 2003.‍ | Етнички састав према попису из 2003.‍ |
| ------------------------------------ | ------------------------------------ | ------------------------------------ | ------------------------------------ | ------------------------------------ |
|                                      |                                      |                                      |                                      |                                      |
| Срби                                 | Срби                                 |                                      | 10.997                               | 51,44%                               |
| Црногорци                            | Црногорци                            |                                      | 4.963                                | 23,21%                               |
| Муслимани                            | Муслимани                            |                                      | 2.437                                | 11,40%                               |
| Бошњаци                              | Бошњаци                              |                                      | 1.696                                | 7,93%                                |
| Југословени                          | Југословени                          |                                      | 34                                   | 0,15%                                |
| Хрвати                               | Хрвати                               |                                      | 12                                   | 0,05%                                |
| Македонци                            | Македонци                            |                                      | 11                                   | 0,05%                                |
| Албанци                              | Албанци                              |                                      | 8                                    | 0,03%                                |
| Руси                                 | Руси                                 |                                      | 5                                    | 0,02%                                |
| Словенци                             | Словенци                             |                                      | 4                                    | 0,01%                                |
| Мађари                               | Мађари                               |                                      | 3                                    | 0,01%                                |
| Немци                                | Немци                                |                                      | 2                                    | 0,00%                                |
| непознато                            | непознато                            |                                      | 67                                   | 0,31%                                |

| \| \| м \| \| \| ж \| \| ? \| 54 \| \| \| 78 \| \| 80+ \| 78 \| \| \| 142 \| \| 75—79 \| 167 \| \| \| 241 \| \| 70—74 \| 254 \| \| \| 342 \| \| 65—69 \| 409 \| \| \| 492 \| \| 60—64 \| 403 \| \| \| 506 \| \| 55—59 \| 443 \| \| \| 485 \| \| 50—54 \| 740 \| \| \| 734 \| \| 45—49 \| 991 \| \| \| 851 \| \| 40—44 \| 926 \| \| \| 967 \| \| 35—39 \| 694 \| \| \| 821 \| \| 30—34 \| 614 \| \| \| 726 \| \| 25—29 \| 713 \| \| \| 740 \| \| 20—24 \| 833 \| \| \| 821 \| \| 15—19 \| 975 \| \| \| 943 \| \| 10—14 \| 799 \| \| \| 811 \| \| 5—9 \| 721 \| \| \| 698 \| \| 0—4 \| 602 \| \| \| 563 \| \| Просек : \| 726 \| \| \| 84 \| |     |  |  |     |
| |     |  |  |     |
| | м   |  |  | ж   |
| ? | 54  |  |  | 78  |
| 80+ | 78  |  |  | 142 |
| 75—79 | 167 |  |  | 241 |
| 70—74 | 254 |  |  | 342 |
| 65—69 | 409 |  |  | 492 |
| 60—64 | 403 |  |  | 506 |
| 55—59 | 443 |  |  | 485 |
| 50—54 | 740 |  |  | 734 |
| 45—49 | 991 |  |  | 851 |
| 40—44 | 926 |  |  | 967 |
| 35—39 | 694 |  |  | 821 |
| 30—34 | 614 |  |  | 726 |
| 25—29 | 713 |  |  | 740 |
| 20—24 | 833 |  |  | 821 |
| 15—19 | 975 |  |  | 943 |
| 10—14 | 799 |  |  | 811 |
| 5—9 | 721 |  |  | 698 |
| 0—4 | 602 |  |  | 563 |
| Просек : | 726 |  |  | 84  |

| Број домаћинстава према пописима из периода 1948—2003. | Број домаћинстава према пописима из периода 1948—2003. | Број домаћинстава према пописима из периода 1948—2003. | Број домаћинстава према пописима из периода 1948—2003. | Број домаћинстава према пописима из периода 1948—2003. | Број домаћинстава према пописима из периода 1948—2003. | Број домаћинстава према пописима из периода 1948—2003. | Број домаћинстава према пописима из периода 1948—2003. |
| Година пописа                                          | 1948.                                                  | 1953.                                                  | 1961.                                                  | 1971.                                                  | 1981.                                                  | 1991.                                                  | 2003.                                                  |
| ------------------------------------------------------ | ------------------------------------------------------ | ------------------------------------------------------ | ------------------------------------------------------ | ------------------------------------------------------ | ------------------------------------------------------ | ------------------------------------------------------ | ------------------------------------------------------ |
| Број домаћинстава                                      | 1.639                                                  | 1.881                                                  | 2.669                                                  | 3.694                                                  | 4.741                                                  | 5.933                                                  | 6.568                                                  |

| Број домаћинстава по броју чланова према попису из 2003. | Број домаћинстава по броју чланова према попису из 2003. | Број домаћинстава по броју чланова према попису из 2003. | Број домаћинстава по броју чланова према попису из 2003. | Број домаћинстава по броју чланова према попису из 2003. | Број домаћинстава по броју чланова према попису из 2003. | Број домаћинстава по броју чланова према попису из 2003. | Број домаћинстава по броју чланова према попису из 2003. | Број домаћинстава по броју чланова према попису из 2003. | Број домаћинстава по броју чланова према попису из 2003. | Број домаћинстава по броју чланова према попису из 2003. | Број домаћинстава по броју чланова према попису из 2003. |
| Број чланова                                             | 1                                                        | 2                                                        | 3                                                        | 4                                                        | 5                                                        | 6                                                        | 7                                                        | 8                                                        | 9                                                        | 10 и више                                                | Просек                                                   |
| -------------------------------------------------------- | -------------------------------------------------------- | -------------------------------------------------------- | -------------------------------------------------------- | -------------------------------------------------------- | -------------------------------------------------------- | -------------------------------------------------------- | -------------------------------------------------------- | -------------------------------------------------------- | -------------------------------------------------------- | -------------------------------------------------------- | -------------------------------------------------------- |
| Број домаћинстава                                        | 6.493                                                    | 1.010                                                    | 1.119                                                    | 1.115                                                    | 2.009                                                    | 882                                                      | 237                                                      | 84                                                       | 24                                                       | 5                                                        | 8                                                        |

| Пол    | Укупно | Неожењен/Неудата | Ожењен/Удата | Удовац/Удовица | Разведен/Разведена | Непознато |
| ------ | ------ | ---------------- | ------------ | -------------- | ------------------ | --------- |
| Мушки  | 8.294  | 2.816            | 5.023        | 247            | 101                | 107       |
| Женски | 8.889  | 2.331            | 5.049        | 1.153          | 271                | 85        |
| УКУПНО | 17.183 | 5.147            | 10.072       | 1.400          | 372                | 192       |

| Пол    | Укупно                    | Пољопривреда, лов и шумарство | Рибарство                            | Вађење руде и камена | Прерађивачка индустрија       |
| ------ | ------------------------- | ----------------------------- | ------------------------------------ | -------------------- | ----------------------------- |
| Мушки  | 3.958                     | 102                           | 0                                    | 1.092                | 374                           |
| Женски | 2.335                     | 40                            | 0                                    | 221                  | 219                           |
| Укупно | 6.293                     | 142                           | 0                                    | 1.313                | 593                           |
|        |                           |                               |                                      |                      |                               |
| Пол    | Производња и снабдевање   | Грађевинарство                | Трговина                             | Хотели и ресторани   | Саобраћај, складиштење и везе |
| Мушки  | 371                       | 213                           | 247                                  | 88                   | 249                           |
| Женски | 99                        | 62                            | 430                                  | 130                  | 52                            |
| Укупно | 470                       | 275                           | 677                                  | 218                  | 301                           |
|        |                           |                               |                                      |                      |                               |
| Пол    | Финансијско посредовање   | Некретнине                    | Државна управа и одбрана             | Образовање           | Здравствени и социјални рад   |
| Мушки  | 40                        | 21                            | 647                                  | 150                  | 87                            |
| Женски | 69                        | 34                            | 263                                  | 242                  | 304                           |
| Укупно | 109                       | 55                            | 910                                  | 392                  | 391                           |
|        |                           |                               |                                      |                      |                               |
| Пол    | Остале услужне активности | Приватна домаћинства          | Екстериторијалне организације и тела | Непознато            | Непознато                     |
| Мушки  | 172                       | 0                             | 2                                    | 103                  | 103                           |
| Женски | 109                       | 0                             | 0                                    | 61                   | 61                            |
| Укупно | 281                       | 0                             | 2                                    | 164                  | 164                           |

## Партнерски градови
Ужице, Србија
 Бабушница, Србија
 Грачаница, Босна и Херцеговина
 Марганец, Украјина
 Параћин, Србија
 Велење, Словенија
 Вировитица, Хрватска
 Вождовац, Србија

## Познате личности
- Атанасије Пејатовић, српски историчар, географ, професор и директор Пљеваљске гимназије
- Синан-бег Бољанић, санџакбег Херцеговине (1552-1580) и санџакбег Босне (1562-1564)
- Хусеин-паша Бољанић, османски државник, намјесник више ејалета, Босне (1594-1595), Дамаска (1582-1583), Дијарбакира, Будима, Алепа, Вана, Анадолије и Египта (1573-1574)
- Гаврило Тројичанин, српски историограф, монах манастира Свете Тројице
- Петар Росић, познат као Патријарх српски Варнава, 40. Патријарх Српске Православне Цркве (1930-1937)
- Слободан Шиљак, свештеник Српске Православне Цркве, учесник Балканских ратова и Другог Свјетског Рата, Четник, светац канонизован 2005.
- Даринка Мирковић Боровић, српска болничарка у Првом Свјетском Рату и носилац Албанске споменице
- Богдан Тањевић, црногорски кошаркаш и кошаркашки тренер
- Дервиш Хаџиосмановић, црногорски фудбалер и фудбалски тренер
- Изудин Бајровић, босанскохерцеговачки позоришни, телевизијски и филмски глумац
- Војо Ћалов, црногорски фудбалер и фудбалски тренер
- Жарко Паспаљ, југословенски и српски кошаркаш, освајач златне медаље на свјетском првенству (1990), европском првенству (1989, 1991, 1995)
- Небојша Медојевић, црногорски политичар
- Сања Ђорђевић, српска турбо-фолк и поп-фолк пјевачица, правница
- Предраг Бошковић, црногорски политичар и потпредсједник Европске рукометне федерације
- Дамир Чакар, југословенски и црногорски фудбалер
- Радосав Булић, југословенски и црногорски фудбалер
- Гордана Секулић, српска поп-фолк и турбо-фолк пјевачица
- Славко Вранеш, црногорски и српски кошаркаш
- Данијел Живковић, црногорски политичар и правник
- Милојко Спајић, црногорски политичар и економиста, предсједник Владе Црне Горе  (2023-)
- Мијушко Бојовић, црногорски фудбалер
- Жарко Томашевић, црногорски фудбалер
- Немања Грбовић, црногорски рукометаш

## Галерија
- Поглед на Тару из Засаде
- Гимназија Танасије Пејатовић Пљевља
- Печат Српске гимназије на cрпском и османском турском језику (1901)
- Термоелектрана Пљевља је највећи произвођач енергије у Црној Гори
- Положај Пљеваља у Црној Гори